# Zhao Xue

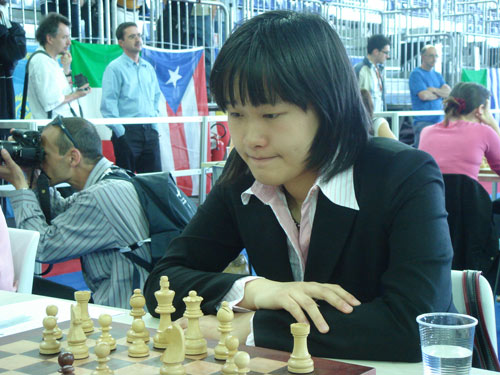
Zhao Xue

Zhao Xue (Chinees: 赵 雪, Jinan, 6 april 1985) is een Chinese schaakster. Zij is een grootmeester.
Haar grootste resultaat was het winnen van het wereldschaakkampioenschap voor meisjes tot 20 jaar in 2002, waarbij ze Humpy Koneru versloeg in een tie-break. 
In 2004 nam ze met het Chinese vrouwenteam deel aan de 36e Schaakolympiade in Calvià; het team eindigde op de eerste plaats. 
In 2007 werd ze tweede bij het supertoernooi voor vrouwen, de North Urals Cup, met 6 punten uit 9; ze verloor van voormalig wereldkampioen Zhu Chen in een tie-break.
In 2008, bij het wereldschaakkampioenschap voor vrouwen, werd ze in de tweede ronde uitgeschakeld door te verliezen van Shen Yang met ½-1½.
In 2010 deed ze wederom mee aan het wereldschaakkampioenschap voor vrouwen. In de halve finale werd ze uitgeschakeld door verlies van Ruan Lufei met 1½-2½.
In 2011 nam ze deel aan de FIDE Women's Grand Prix 2011–2012, en eindigde in Shenzhen met een score van 6 uit 11 op een gedeelde 5e/6e plaats met Ruan Lufei.
In oktober 2011 won ze een Grand Prix toernooi in Naltsjik (Rusland) met 9½ pt uit 11.
In 2016 werd ze met het Chinese vrouwenteam eerste op de in Bakoe gehouden 42e Schaakolympiade; ze speelde aan het derde bord. 